# ひぐちしょうこ
ひぐちしょうこ（Shōko Higuchi、1976年2月28日 - ）は日本のドラマー。東京都出身。

## 略歴
「ショーコ」の芸名でspeenaのドラマーとして活動し、2005年8月19日にspeenaを脱退した。
現在は「ひぐちしょうこ」名義へ改名し、さかいゆう、堂本剛、清春、八神純子などのアーティストのバックバンドとして参加している。
MUCH-YOが2014年5月、約15年ぶりに再始動。当初は、サポートギターの坂下たけともと3人体制の活動であったが、現在はゴンガーシホと2人体制で活動している「エレクトリックソング」など、speenaとしてリリース曲も披露されることがある。

## 人物
- 女性ながらパワフルな演奏が特徴的で、清春には“実力派ドラマー”と称された[1]。

## 参加アーティスト
特筆のない限りドラム参加、詳細は各項目を参照。（50音順）
- 伊藤サチコ
  - アルバム「三日月の夜」（2005.10.19）（ショーコ名義）
- Every Little Thing
  - 「帰り道」など
- 扇愛奈
  - アルバム「ニッポンの150cm」など。
- 清春
  - シングル「五月雨」、アルバム「FOREVER LOVE」「MEDLEY」「madrigal of decadence」ほかライヴにも出演。
- さかいゆう
- the Soul
  - 「白い街」など
- 柴咲コウ
  - 「Premium Live Tour 2012」「Live Tour 2013 〜neko's live 猫幸 音楽会〜」など
- 土屋昌巳
  - 2007年9月8日に横浜のみなとみらいにて、「BUCK-TICK FEST 2007～ON PARADE」にライヴ出演。
- 堂本剛（ENDLICHERI☆ENDLICHERI）
  - アルバム「Neo Africa Rainbow Ax」、シングル「空が泣くから」など。
  - 「SC△LE」（スケール）という専属バンド名が付いている。